# Casa al carrer de Vic, 7 (Caldes de Montbui)
Casa al carrer de Vic, 7 és una obra de Caldes de Montbui (Vallès Oriental) protegida com a bé cultural d'interès local.

## Descripció
Edifici unifamiliar entre mitgeres, de planta baixa i dos pisos, d'uns 9 metres de façana. L'estructura és de parets de càrrega i de forjats unidireccionals de biguetes de formigó. La coberta és inclinada a dues vessants, de teula àrab.
L'edificació originàriament estava formada per dues franges clarament diferenciades. Els forats s'ordenen en vertical i horitzontal respecte uns eixos. La part de l'esquerra de la façana és la més interessant, ja que conserva la composició típica mitjançant un eix de simetria central i una clara disminució de la mida dels forats en alçada. A més s'han conservat les pedres a manera de dovelles i carreus en l'arc de mig punt del portal d'entrada i de la finestra del pis superior. En la dovella central del portal d'entrada hi ha un escut treballat en la pedra, amb la inscripció "Michel-Cabot 1579". La finestra té l'ampit, la llinda i els brancals decorats amb una motllura.
La franja dreta està composta per dos eixos verticals, en els quals es disposen els forats de la primera i la segona planta, relligats en planta baixa per la porta del garatge, de grans dimensions. L'acabat de la façana és arrebossat i pintat. La façana està rematada per un voladís pla fet de formigó, i pel canaló metàl·lic que hi ha en el seu extrem.